# Ludwig Zukowsky
Ludwig (Karl) Zukowsky (* 26. Oktober 1888 in Berlin; † 17. Juli 1965 in Leipzig) war ein deutscher Zoologe und Direktor des Leipziger Zoos. Er gilt als bedeutender Säugetiersystematiker.

## Leben
Zukowsky wurde 1888 in Berlin-Gesundbrunnen als Sohn eines Wagenlackiermeisters geboren. Von 1895 bis 1903 besuchte er die 101. Gemeindeschule erlernte anschließend den Beruf eines Wagenlackierers und Schriftmalers. Von 1906 bis 1913 arbeitete er im elterlichen Betrieb. Daneben studierte er von 1906 bis 1910 Zoologie an der Berliner Universität und war von 1908 bis 1913
wissenschaftlicher Mitarbeiter am Berliner Museum für Naturkunde. Im Naturkundemuseum wirkte Zukowsky als Assistent des bekannten Tiersystematikers Paul Matschie. 1913 bekam Zukowsky eine Anstellung im Tierpark Hagenbeck in Stellingen, in dem er bis 1931 tätig war. Unterbrochen wurde sein Wirken nur durch seinen Kriegsdienst, den er ab 1915 ableistete. 1917 geriet er dabei in französische Kriegsgefangenschaft, aus der er erst 1920 nach Hamburg zurückkehrte. Von 1926 bis 1930 war Zukowsky auch Redakteur von Carl Hagenbecks Illustrierter Tier und Menschenwelt sowie Pressevertreter, Archivar und Bibliothekar der Firma Carl Hagenbeck.
Für Hagenbeck unternahm Zukowsky viele Reisen, vor allem nach Südamerika. Nach seiner Entlassung 1931 blieb er bis 1935 zunächst erwerbslos. Er betätigte sich in dieser Zeit als freiberuflicher Schriftsteller, trat darüber hinaus am 1. August 1932 der NSDAP bei. 1936 erhielt Zukowsky eine Anstellung als wissenschaftlicher Inspektor im Frankfurter Zoo. Bis 1949 war er dort unter den Direktoren Kurt Priemel, Georg Steinbacher und Bernhard Grzimek tätig. Anschließend wurde Zukowsky mit dem Wiederaufbau des vollständig zerstörten Münsteraner Zoos beauftragt, den er bis 1957 leitete.

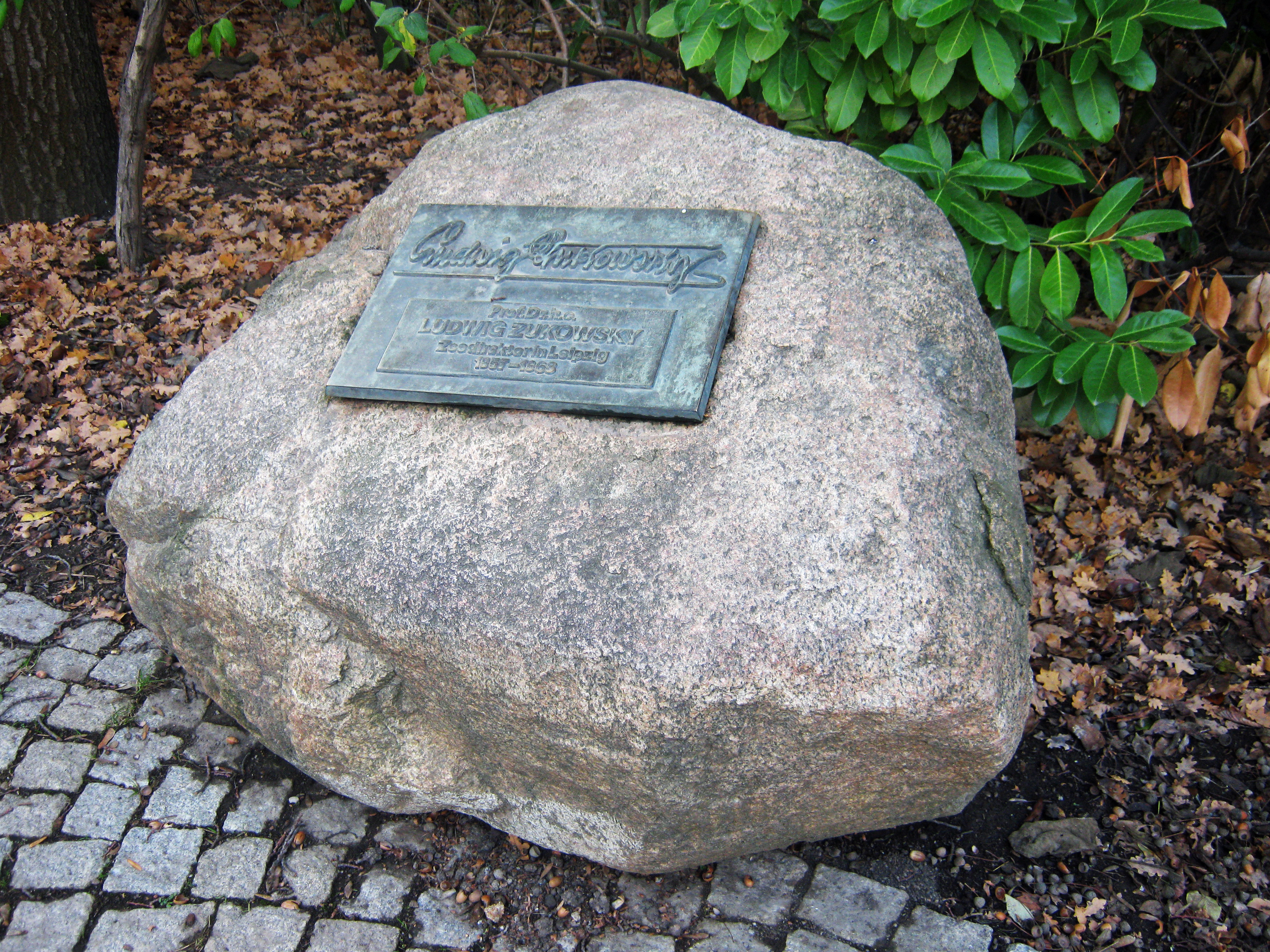
Zukowsky-Gedenkstein im Leipziger Zoo (2018)

Danach folgte der fast 70-jährige Zukowsky einem Ruf nach Leipzig, wo schon zwei Jahre lang die Stelle des Zoodirektors vakant war. Heinrich Dathe, der 1954 schon nach Berlin gewechselt war, um den Tierpark Berlin-Friedrichsfelde aufzubauen, leitete parallel zwischen 1955 und 1957 kommissarisch auch den Leipziger Zoo. Die Besetzung der Direktorenstelle zum 1. April 1957 mit Zukowsky geschah nicht zufällig, war er doch dem vormaligen Zoodirektor Karl Max Schneider seit Jahren freundschaftlich verbunden. 1950 hatte Zukowsky sogar eine dritte Unterart des Schneeleoparden Uncia uncia schneideri benannt. Durch seine persönlichen Bekanntschaften aus der Vergangenheit, vor allem zu Grzimek, gelang es Zukowsky 1960, in Leipzig erstmals in einem Zoo der damaligen sozialistischen Länder ein Okapi zu präsentieren. Um dem Zoodirektor auch eine wissenschaftliche Anerkennung zukommen zu lassen, beantragte Heinrich Dathe an der Leipziger Universität eine Ehrenpromotion, die nach einigen Bedenken auch gewährt wurde; Zukowsky wurde zum Dr. rer. nat. h. c. ernannt. Zu seinem 75. Geburtstag ehrte das Ministerium für Kultur der DDR Zukowsky mit dem Professorentitel. 1964 wurde er schließlich vom über 30 Jahre jüngeren Siegfried Seifert abgelöst.

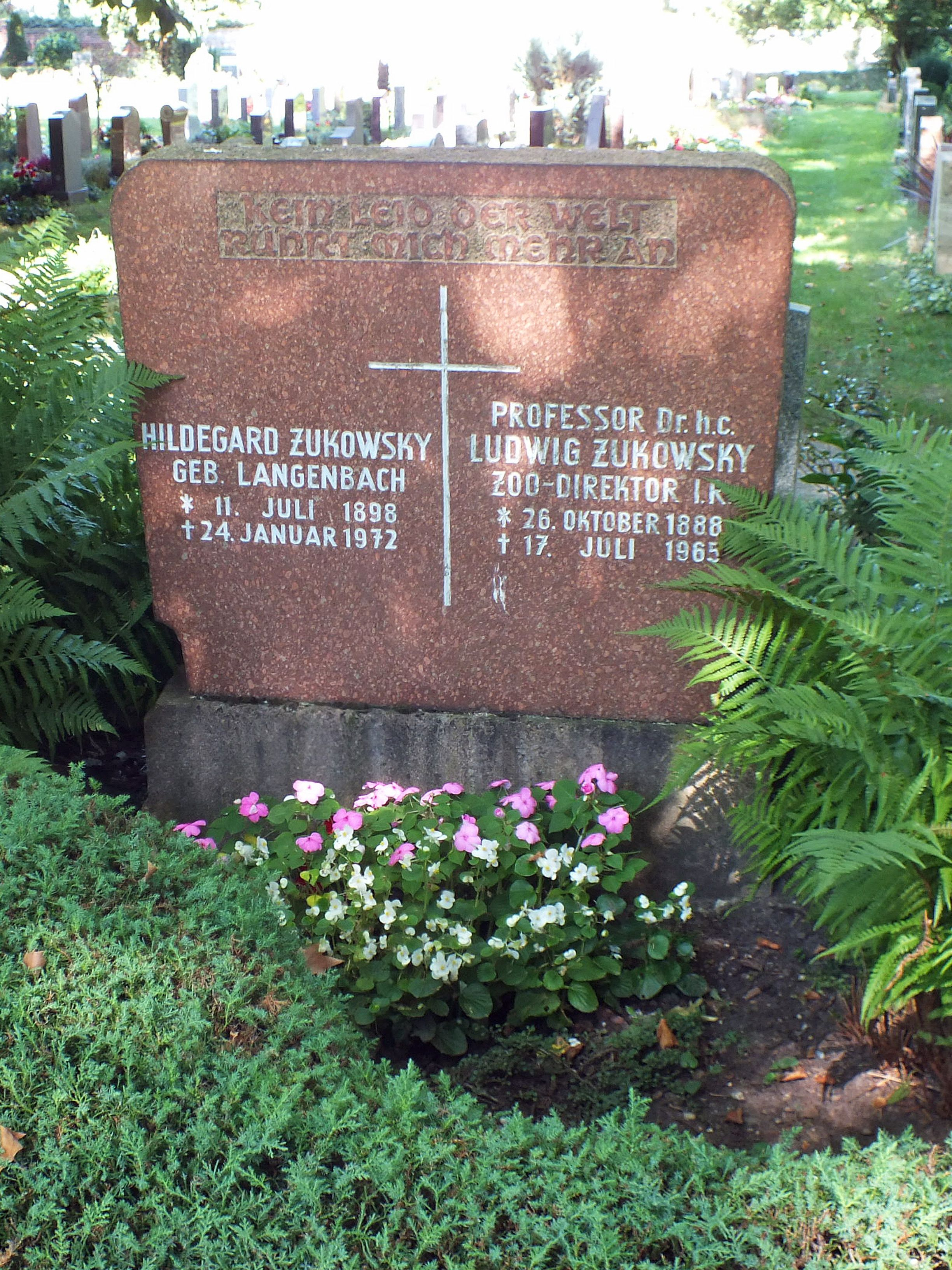
Sein Grab auf dem Friedhof Gohlis (2023)

Zukowsky starb bereits ein Jahr später und wurde auf dem Friedhof in Leipzig-Gohlis beigesetzt.

## Schriften (Auswahl)
- Carl Hagenbecks Reich. Ein deutsches Tierparadies. Wegweiser-Verlag, Berlin 1929.
- Tiere um große Männer. Diesterweg, Frankfurt am Main 1938.
- Affen als Zimmergenossen und im Zoo. Philler, Minden [1955].
- Tiere als Hausgenossen. Winkler, München 1956.
- Mit Lasso, Falle und Netz. Eine Tierfangreise rund um die Welt. Neumann, Radebeul 1958.
- Unterwegs zu Jaguar und Kondor. Eine Tierfangreise durch Südamerika. Neumann, Radebeul 1959.
- Tiergeographie. Akademische Verlagsgesellschaft, Leipzig 1966.